# Villars-sur-Glâne
Villars-sur-Glâne (njemački Glanewiler) je grad u kantonu Fribourg (Freiburg), a nalazi se u distriktu Sarine (njemački: Saanebezirk). Tek je 2004. godine dobio status grada.

## Poveznice
- (fr.)Villars-sur-Glâne